# Yuchelys
Yuchelys — викопний рід прихованошийних черепах вимерлої родини Nanhsiungchelyidae. Рід існував наприкінці крейдового періоду (70 млн років тому). Виділяються один вид Yuchelys nanyangensis. Описаний 2021 року зі скам'янілого яйця з ембріоном, яке виявлене у відкладеннях формації Сягуань в повіті Нейсян в місті Наньян в провінції Хенань на сході Китаю. Знайшов древнє яйце фермер і передав до місцевого університету. Зразок відносять до Nanhsiungchelyidae (Pan-Trionychia), вимерлої групи великих наземних черепах.

## Опис
Яйце має розмір 5,4 на 5,9 см. Його характеризує доволі товста шкаралупа. Товста шкаралупа може бути адаптацією до складних умов тих часів. Поверхня яйця частково пошкоджена, проте сам ембріон лишився всередині. Завдяки комп'ютерній томографії вдалося «зазирнути» всередину скам'янілості, не пошкодивши її.